# 史東昌
史東昌（？—？），號巽山，山西大同府蔚州人，明朝政治人物。

## 生平
萬曆十年（1582年）壬午科山西鄉試舉人，二十六年（1598年）戊戌科進士。刑部觀政，次年授官禹城县知县，三十二年考察調簡，调補澄城县，三十六年擢刑部主事，三十八年恤刑湖廣，四十年歷升员外郎、郎中，四十一年出守南阳府知府，四十四年考察，四十六年補慶陽府。